# Eric Millikin
 Eric Milikin est un auteur américain de webcomics. Il fut le premier à proposer une œuvre dessinée distribuée numériquement via CompuServe.

## Biographie
Eric Milikin est né dans les années 1980 et a passé une adolescence classique. Cependant, en 1985, il est le premier à diffuser une de ses bandes dessinées, Witches and Stitches qui est une parodie du Magicien d'Oz via un réseau informatique, en l'occurrence Compuserve. Plus tard, il suit des cours à l'école d'art du Michigan. Depuis, il mène une carrière artistique en tant que peintre et auteur de webcomics.